# Michael Fernholz
Michael Fernholz (* 2. Mai 1938 in Berlin; † 10. April 2014 in Berlin) war ein deutscher Manager und Bankier.
In Berlin geboren, wuchs Fernholz mit seiner Familie in Mannheim auf. Hier war sein Vater von 1942 bis 1947 Vorstandsmitglied der Halberg, Maschinenbau und Gießerei AG in Ludwigshafen und dann Mitglied der Geschäftsführung der Grünzweig + Hartmann GmbH. Nach der Umwandlung des Unternehmens in eine Aktiengesellschaft übernahm er die Position des Alleinvorstandes.
Fernholz studierte ab 1956 Rechtswissenschaft in Heidelberg, Berlin und Mainz, wo er schließlich 1965 an der Rechts- und Wirtschaftswissenschaftlichen Fakultät der Johannes-Gutenberg-Universität promoviert wurde. Fernholz arbeitete nach seiner Promotion in verschiedenen Managerfunktionen. 1982 schied er aus dem Vorstand der Berliner Eternit AG aus und wechselte zur Deutschen Bank. Er gehörte dem Vorstand und der Geschäftsleitung der bis 1991 eigenständigen Deutschen Bank Berlin an, danach war er Mitglied der Geschäftsleitung der Deutschen Bank Hauptfiliale Berlin. Bis zu seinem Ausscheiden aus der Bank 2001 war Fernholz Beauftragter des Vorstandes der Deutschen Bank für Berlin. Hier beteiligte er sich im Namen der Deutschen Bank an der Übernahme von Teilen der Staatsbank der DDR. Für den der Steuerhinterziehung beschuldigten Wolfgang Vogel stellte die Deutsche Bank 1992 über Fernholz die Kaution, um ihrem Privatkunden Vogel die Untersuchungshaft zu ersparen.
Ferholz´ Vater, Ernst Hermann Fernholz, hatte einige Jahre nach der Ermordung von Walther  Rathenau eine Dissertation zu Rathenau als Nationalökonom vorgelegt. Hieran anknüpfend engagierte sich der Sohn in der 1974 wieder begründeten Rathenau-Gesellschaft, in der er über drei Jahrzehnte als Stellvertreter der Vorsitzenden fungierte. Auch in der 1989 gegründeten Gemeinnützigen Walther-Rathenau-Stiftung war er aktiv. Im kulturellen Bereich vertrat er die Deutsche Bank im Freundeskreis der Kulturstiftung der Länder. 1997 erhielt er das Bundesverdienstkreuz 1. Klasse.